# Aoi Minori
Aoi Minori (葵みのり Quỳ Thực Dã Lí) (sinh vào ngày 28 tháng 3 năm 1980) tại Tokyo, là nữ diễn viên AV kiêm Gravure idol khá nổi tiếng người Nhật Bản, làm việc cho công ty Bambi Promotion.

## Lần trình diễn đầu tiên và những tác phẩm AV ban đầu
Ngay từ khi còn học cấp 2 và cấp 3, Aoi Minori đã tích cực tham gia vào hoạt động quần vợt của trường. Cô làm bộ AV đầu tiên của mình khi phát hành cho nhãn hiệu Media Station Cosmos Plan, Pure Heart (Trái Tim Thuần Khiết) (纯 心) vào tháng 2 năm 1999 bộ phim đầu tiên đã gây ra nhiều kinh nghiệm khó khăn cho cô. Cô nhớ lại, "Tôi thực sự ghét nó vào thời điểm đấy, tôi nghĩ rằng tôi đã khóc rồi... đó là một trong những phim tồi tệ nhất mà tôi đã làm. Chắc chắn không phải là thứ mà tôi có thể gửi gắm cho những người hâm mộ tôi."
Cô tiếp tục đóng thêm trong tác phẩm đầu tay kế tiếp vào tháng 11, Aoi đóng vai chính trong Dreaming Sailor (Giấc Mơ Thủy Thủ), một phim kiểu campus drama trong phim I Love Big Needle (Tôi Yêu Mũi Tiêm Lớn) từ tháng 1 năm 2000 Aoi đóng vai một y tá bị lạm dụng tình dục từ cả các bác sĩ và bệnh nhân của cô. Trong Angel (Thiên Sứ), được phát hành trong cùng tháng, Aoi đóng vai một thiên sứ đến trái đất nhằm thoả mãn những cảm xúc người trần thế. Fetish Virgin (Linh Vật Đồng Trinh) IV từ tháng 3 năm 2000, dưới tựa đề Costume Play Mania, đặc biệt ở chỗ Aoi sẽ tham gia trong thể loại cosplay khá phổ biến.

## Trở lại
Theo như mô tả tại Adult Film Database của Mĩ thì cô có "nụ cười nóng bỏng và làn da trắng tuyệt vời". Aoi nhanh chóng trở thành một ngôi sao phim người lớn nổi tiếng, thường xuất hiện trên phim ảnh, sách ảnh và tạp chí. Tuy nhiên, ngay cả sau khi thành công, cô vẫn giữ vững thái độ nước đôi của mình đối với nghề AV, cô nói rằng "Tôi vẫn không quen đứng trước ống kính máy quay phim. Mặc dù đôi lúc tôi hay bị kích thích bởi nó, nhưng tôi vẫn lo sợ sau khi quay tới cuộn băng thứ 15. Đôi lúc tôi băn khoăn suy nghĩ về việc chạy ra ngoài." Cô giải nghệ ngành công nghiệp AV một thời gian ngắn vào năm 2000, nhưng quay trở lại tháng 3 năm 2001 trong phim Aoi Minori - Underground Job (Công việc bí mật của Aoi Minori). Trong phim AV này, Aoi đóng vai một người giúp việc dọn dẹp phòng. Bộ phim AV lần thứ 2 sau khi cô trở lại là Confinement (Giam Cầm) (phát hành vào tháng 4 năm 2001), thuộc thể loại bondage. Cho đến thời điểm hiện nay trong sự nghiệp của mình, Aoi đã xuất hiện chủ yếu cho nhãn hiệu Cosmos Plan. Trong tháng 6 năm 2001, cô phát hành video đầu tiên của mình dưới nhãn hiệu SexiA của công ty Try-Heart Corporation's, tên là I Want To Fellatio (Tôi Muốn Fellatio), phim tập trung vào các kỹ thuật tình dục bằng miệng của Aoi. Phiên bản DVD của bộ phim này bao gồm bản hướng dẫn "làm thế nào để đạt cực khoái ?" được cô thể hiện trong trang phục cổ vũ.

## Sự nghiệp sau cùng
Aoi xuất hiện trong tạp chí thời trang An An vào năm 2003. Trong tháng 11 cùng năm, Cosmos Plan tái phát hành các tác phẩm AV của cô làm cho công ty gồm 3 tập, được sưu tập thành bộ. Aoi được sự chú ý của quốc tế trong tháng 10 năm 2006 khi cô xuất hiện trong một chiến dịch quảng cáo gây tranh cãi cho hội nghị quốc tế thành phố lành mạnh lần thứ 2 ở Cộng hòa Nhân dân Trung Hoa.

## Các bộ phim
| Tên phim | Công ty                                     | Đạo diễn                                | Ngày phát hành                                  |
| --- | ------------------------------------------- | --------------------------------------- | ----------------------------------------------- |
| Pure Heart 純心                                                                                                | Cosmos Plan IH-55                           | Asao Takai                              | 28 tháng 2 năm 1999                             |
| Baby Kiss ベイビーキッス                                                                                       | Cosmos Plan IH-58                           | Daimei Kurata                           | 28 tháng 3 năm 1999                             |
| Dreaming Sailor 夢みるセーラー                                                                                 | Cosmos Plan IH-62                           | Takehiro Yasuda                         | 25 tháng 4 năm 1999 27 tháng 11 năm 1999        |
| Angel | Cosmos Plan IH-64                           | Mr.Bu                                   | 18 tháng 5 năm 1999                             |
| Pure Lolita Girl Fuck in World びしょ濡れアリスちゃん                                                          | Cosmos Plan IH-67                           | Daimei Kurata                           | 6 tháng 6 năm 1999                              |
| Hanjuku Tsuma 半熟妻                                                                                           | h.m.p. ForYou HJC-016                       |                                         | 31 tháng 8 năm 1999                             |
| Princess Slave 姫奴隷                                                                                          | h.m.p. ForYou HJC-017                       |                                         | 22 tháng 9 năm 1999                             |
| Guri Guri Manbo ぐりぐりマンボ                                                                                 | h.m.p. ForYou HJC-019                       |                                         | 26 tháng 10 năm 1999                            |
| Loving Raw 生狂い                                                                                              | h.m.p. ForYou HJC-022                       |                                         | 30 tháng 11 năm 1999                            |
| Cosmos '99 DX 宇宙企画'99DX [女優編] Đóng chung với những nữ diễn viên khác                                    | Cosmos Plan FX-33                           | Tomohisa Aizome                         | 12 tháng 12 năm 1999                            |
| Fuck Me Hard ハードコアに犯されて                                                                              | h.m.p. ForYou HJC-023                       |                                         | 25 tháng 12 năm 1999                            |
| I Love Big Needle ぶっとい注射がスキなのよ                                                                     | Cosmos Plan IT-02                           | Taaki Kurata                            | 15 tháng 1 năm 2000                             |
| Blooming Girl 8 乙女ざかり8                                                                                    | MAX-A Samansa XS-2180                       | Fuyuhiko Shimamura (Yukihiko Shimamura) | 4 tháng 2 năm 2000                              |
| Fetish Virgin IV                                                                                               | MAX-A Samansa XS-2183                       | Fuyuhiko Shimamura (Yukihiko Shimamura) | 6 tháng 3 năm 2000                              |
| Female Ass 女尻 Mejiri                                                                                         | Alice Japan KA-1974                         | Ryozo Kamonohashi (Juzo Kamonohashi)    | 21 tháng 4 năm 2000                             |
| Passionate Lips (Violent Lips) 激唇                                                                            | Atlas21 A00-051                             | Kei Morikawa                            | 15 tháng 5 năm 2000                             |
| MORE MAX III Đóng chung với 6 nữ diễn viên khác                                                                | MAX-A Samansa XS-2195                       | Max Nakamoto                            | 7 tháng 7 năm 2000                              |
| Secret Chest 秘蔵 DVD sưu tập từ lần phát hành hãng Cosmos Plan của cô với vài yếu tố mới                      | Cosmos Plan MDV-026                         |                                         | 30 tháng 9 năm 2000                             |
| Sexy Butt CLIMAX 5th 女尻 CLIMAX 5th Đóng chung với 4 nữ diễn viên khác từ Sexy Butt series                    | Alice Japan KA-2008                         |                                         | 16 tháng 1 năm 2001                             |
| Cosmos DX Costume Play Chapter 宇宙企画DX コスプレ編 Đóng chung với 9 nữ diễn viên khác                        | Cosmos Plan FX-45                           | The Morison                             | 10 tháng 2 năm 2001                             |
| Minori Aoi - Underground Job 葵みのり・裏仕事                                                                  | Cosmos Plan IT-92                           | Yusho Akimoto (Yusho Hagimoto)          | 18 tháng 3 năm 2001                             |
| Confinement Game 監禁遊戯                                                                                      | Cosmos Plan IT-97                           | Tetsu Kozakai                           | 15 tháng 4 năm 2001                             |
| COSMOS Deluxe Special 7 宇宙企画DX120スペシャル7 DVD sưu tập đóng chung với 11 nữ diễn viên khác               | Cosmos Plan MDV-032                         |                                         | 26 tháng 5 năm 2001                             |
| I Want To Fellatio (I Wanna Suck) タマにはしゃぶりたい                                                         | Try Heart/Sexia SEA-216 (VHS) SXD-016 (DVD) | Toyozo                                  | VHS:22 tháng 6 năm 2001 DVD:27 tháng 7 năm 2001 |
| Love Talk 恋愛論                                                                                               | Try Heart/Sexia SEA-220 (VHS) SXD-020 (DVD) | Toyozo                                  | VHS:20 tháng 7 năm 2001 DVD:14 tháng 9 năm 2001 |
| Minori Aoi's Secret Job 葵みのり裏○仕事 Phiên bản DVD của Minori Aoi - Underground Job                         | Cosmos Plan MDS-041                         |                                         | 28 tháng 7 năm 2001                             |
| AV WALKER Đóng chung với 4 nữ diễn viên khác                                                                   | Try Heart/Pink Drug PDX-063                 | Goody                                   | 31 tháng 8 năm 2001                             |
| HIME-SYA 2 姫写 2 DVD sưu tập đóng chung với 14 nữ diễn viên khác                                              | Raising Company OSD-052                     |                                         | 28 tháng 9 năm 2001                             |
| Mejiri Climax 4 女尻クライマックス ４ DVD sưu tập đóng chung với 4 nữ diễn viên khác                           | Alice Japan DV-095                          |                                         | 2 tháng 11 năm 2001                             |
| Cosmic Girl DX [FRESH ANGEL] 宇宙少女DX［FRESH ANGEL］ DVD sưu tập đóng chung với 7 nữ diễn viên khác          | Cosmos Plan MDZ-016                         |                                         | 8 tháng 12 năm 2001                             |
| Cosmos Plan 2001 Final DX 宇宙企画2001Final DX phim sưu tập đóng chung với các nữ diễn viên khác               | Cosmos Plan FX-53                           |                                         | 18 tháng 12 năm 2001                            |
| The Bondage Game PLUS 監禁遊戯PLUS Phiên bản DVD của Confinement Game                                          | Cosmos Plan MDV-041                         |                                         | 22 tháng 12 năm 2001                            |
| I Wanna Suck DX タマにはしゃぶりたい DX DVD sưu tập đóng chung với 9 nữ diễn viên khác                         | Try Heart SXD-037                           |                                         | 24 tháng 5 năm 2002                             |
| Costume Play Mania @ Minori Aoi コスプレマニア 葵みのり DVD sưu tập bao gồm Fetish Virgin 4 và Blooming Girl 8 | MAX-A XV-081                                |                                         | 19 tháng 7 năm 2002                             |
| SEXIA MILK セクシア ミルク Đóng chung với một vài nữ diễn viên khác                                            | Try Heart/Sexia SEA-284 (VHS) SXD-044 (DVD) | Hassy                                   | VHS:20 tháng 9 năm 2002 DVD:27 tháng 9 năm 2002 |
| Atlas Adult Actress Vol. 3 Đóng chung với 16 nữ diễn viên khác                                                 | Atlas21 A02-111                             | Tsukasa Hashimoto                       | 12 tháng 11 năm 2002                            |
| Cosmos Debut Collection 宇宙企画Debut Collection 花 Đóng chung với một vài nữ diễn viên khác                   | Cosmos Plan FX-70                           | Toru Yamanishi                          | 29 tháng 8 năm 2003                             |
| Cosmos Memorial Minori Aoi 1 宇宙企画Memorial 葵みのり I                                                       | Cosmos Plan MDH-011                         |                                         | 14 tháng 11 năm 2003                            |
| Cosmos Memorial Minori Aoi 2 宇宙企画Memorial 葵みのり II                                                      | Cosmos Plan MDH-012                         |                                         | 14 tháng 11 năm 2003                            |
| Cosmos Memorial Minori Aoi 3 宇宙企画Memorial 葵みのり III                                                     | Cosmos Plan MDH-013                         |                                         | 14 tháng 11 năm 2003                            |
| Cosmos Memorial Minori Aoi Complete Box 宇宙企画Memorial 葵みのり Complete Box                                 | Cosmos Plan MDH-014                         |                                         | 14 tháng 11 năm 2003                            |
| COSMOS Tied-up Angel DX 宇宙企画緊縛天使DX Đóng chung với một vài nữ diễn viên khác                            | Cosmos Plan FX-077                          | Masaru Yamanishi                        | 12 tháng 9 năm 2004                             |